# 華御結
華御結（日语：／ Hana-musubi）是百農社國際有限公司在2011年開設的御结连锁專門店。截至2021年12月，它總共向市面推出的御結款式超過300款。除此之外，亦有提供甜品、小吃、湯品、丼飯予顧客購買。其御结採用了新潟的越光米。
百農社國際有限公司董事長西田宗生在25歳時有意向香港輸出日本米，但在視察市場時發現當地正在出售的日本米欠溫度管理，人們也以跟日本不同的方式煮飯，因此決定在2010年8月於香港美食博覽中參展，向當地市民售賣以日本米製成的御结，於三天內售出逾萬份。此一成績讓他決定於香港開設御結專門店。不過他開設的第一間專門店過了一個月就因顧客不足而結業。之後他決定在研究顧客需求後，再另立新店。首間華御結位於葵涌永得利廣場或灣仔灣景中心。到了2021年12月，總分店數量已有100間。

## 歷史

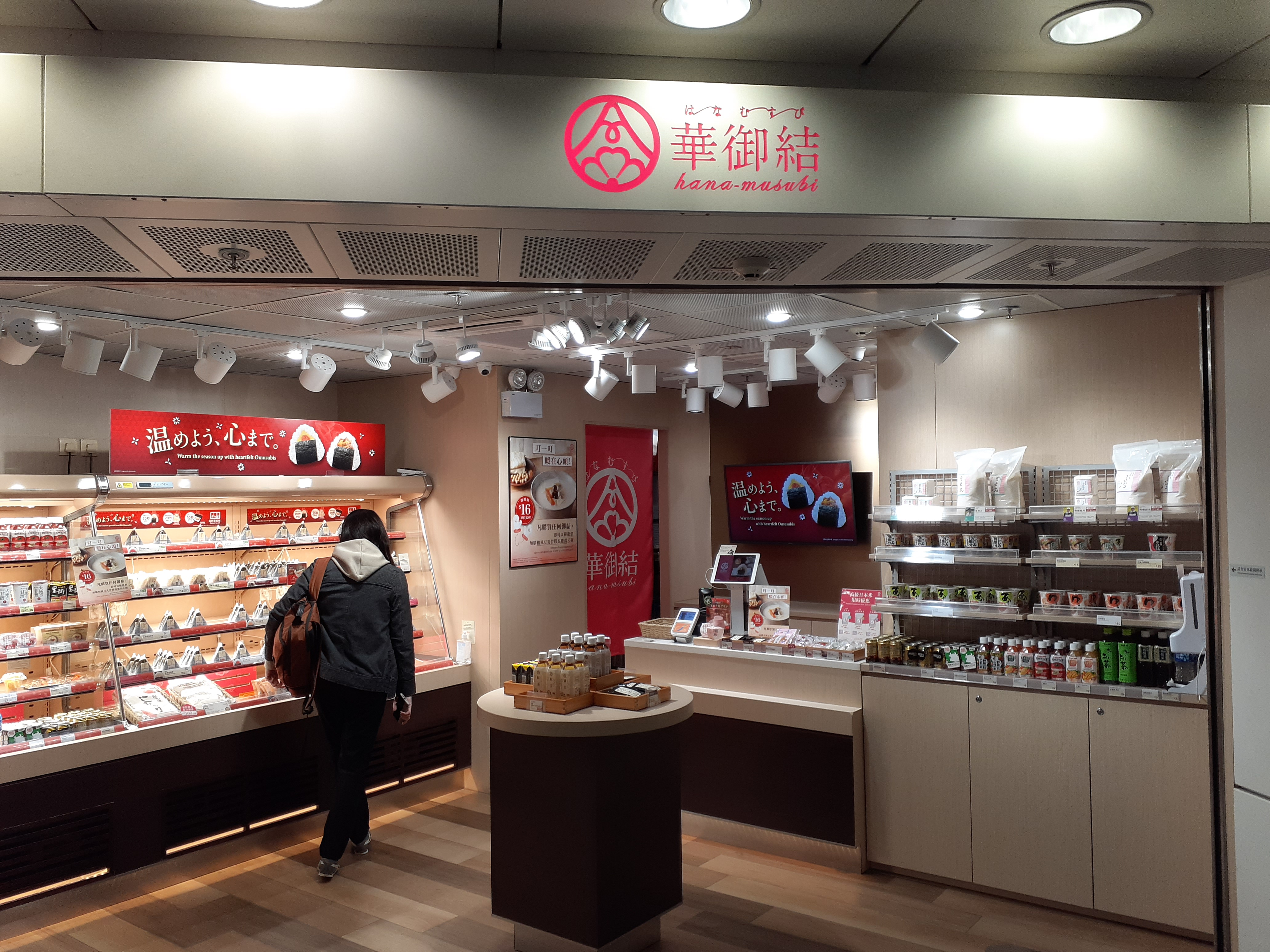
位於港鐵黃埔站的華御結分店

華御結的母公司是百農社國際有限公司，由神奈川縣出身的西田宗生（／ Nishida Muneo，1984年－）任董事長。他在19歲仍在早稻田大學政治經濟系讀書時，設立自己的IT公司，開始於網上從事日本農產品推廣業務。25歳時有意向香港輸出日本米，但在視察市場時發現當地正在出售的日本米欠溫度管理，人們也以跟日本不同的方式煮飯。因此決定在2010年8月於香港美食博覽中參展，向當地市民售賣以日本米製成的御结，於三天內售出逾萬份。此一成績讓他決定於香港開設御結專門店，並希望把品牌輸出國際，讓日本農業復蘇。不過他開設的第一間專門店過了一個月就因顧客不足而結業。之後他決定在研究顧客需求後，再另立新店。期間計劃曾因2011年東日本大地震而延期。2011年在葵涌永得利廣場或灣仔灣景中心開設首間華御結。
2013年8月，它開設第9間分店。同時亦以華御結成立兩週年為由舉辦儀式，日本駐港領事和日本貿易機構代表皆有到場出席。當時分店主要開設在商業區，並計劃在購物區、住宅區、港鐵車站開設更多分店。2015年11月，首度在港鐵站開設分店，為其第14間分店，並首次嘗試在店內出售和菓子。同期在中環國際金融中心商場創立姊妹品牌天御结，其以較昂貴的食材原料作主打。到2018年6月則有36間分店，當中2間為天御结。過了1年左右再度擴至56間華御結，2間天御结。同年華御結已於羅湖口岸及港珠澳大橋香港口岸開設分店，西田希望以此讓更多人認識華御結。
2021年12月，總分店數量已有100間，並有約640名員工。官方亦於同月為此舉辦感謝祭。次年天御结改组成新品牌「OMUSUBI」，並推出華御結自動販賣機，以24小時的形式供应御結和甜品。西田同年表示，華御結有意在香港上市，並打算於中國大陸開設分店。2023年5月開始跟美團旗下外賣品牌KeeTa合作。

## 產品
截至2021年12月，它總共向市面推出的御結款式超過300款。除此之外，亦有提供甜品、小吃、湯品、丼飯予顧客購買。其御结採用了新潟的越光米。西田表示，他們起初跟從日本方面的做法，直接把紫菜包裹在御結米飯的外圍，但後因考慮香港顧客的喜好而改用獨立包裝。此外該專門店的御結全都有標示熱量。
初期華御結的中央廚房位於火炭的工廠大廈，之後在2018年搬到荃灣。它曾推出回鍋肉御結、西炒飯御結、意大利薄餅御結，之後因經營考慮而停售。它在2015年跟京都吉祥庵等日本甜品店合作，推出多款和洋菓子和大福。2019年7月時因考慮到其客群以女性為主，故推出較大份量的珍寶御結，以望開拓男性市場。該些御結的紫菜並沒有以獨立包裝跟米飯分隔。2022年4月，開始跟好食科技合作，推出由該公司負責提供植物肉餡料的御結。2025年的报导则表示它亦推出了牛丼和親子丼。

## 迴響
西田宗生在2013年9月表示，華御結的主要客群為办公室女职员，女性顧客佔整體的7至8成。這一比例在2019年時仍然维持。它在開業首5至6年期間錄得赤字，之後情況在港鐵站開設分店及創立品牌天御結後有改善。《智富雜誌》的張穎淇把其市場成績歸因於不斷推出創新的御結，並標明它們的卡路里，吸引了女性市場。2020年1月20日，西田因為在港出售御結，「推廣日本飲食文化」，而獲日本駐香港總領事館頒發「在外公館長表彰」。